# Radionuklid
Radionuklid je nuklid s nestabilním jádrem, tedy s jádrem charakterizovaným přebytečnou energií, která se uvolňuje buď vytvořením nových částic (radioaktivita) nebo do elektronu v atomu. Tímto způsobem radionuklid prochází radioaktivním rozpadem a uvolňuje buď subatomární částice nebo záření gama. Radionuklidy vznikají v přírodě nebo mohou být vytvořeny uměle.
Starší termín radioizotop by se měl používat jen v případech, kdy je třeba zdůraznit souvislost s dalšími izotopy prvku.

## Příklady radionuklidů
Americium-241 ( 241
95 Am) vzniká v jaderných reaktorech a používá se například v detektorech kouře. Rozpadá se za emise záření alfa a gama.
Tritium ( 3
1 H) je radioizotopem běžného vodíku ( 1
1 H, protium). Má využití například pro výrobu světélkujících vrstev (pro hodinky, kompasy, mířidla apod.).

## Užití
- Radionuklidová rentgenﬂuorescenční analýza je používána pro analýzu chemického složení různých látek. Na vzorek dopadá záření z radionuklidového zdroje a ve vzorku vzbudí charakteristické rentgenové záření. Toto záření se registruje a z analýzy naměřeného spektra se dá určit chemické složení vzorku. Změřením energie čar charakteristického záření se určí protonové číslo prvku, který záření emituje a změřením počtu emitovaných fotonů se dá určit koncentrace jednotlivých prvků.
- Radionuklidové zdroje používají tepelnou energii z radioaktivního rozpadu radionuklidu ( 238
94 Pu,  241
95 Am) ve spojení s termočlánkem jako zdroj energie. Takovéto zdroje mají sice nízký výkon (řádově jednotky wattů), ale dokáží fungovat velmi dlouho dobu. Proto jsou vhodné jako zdroje pro umělé družice ve větších vzdálenostech sluneční soustavy. Stále jsou například funkční na družicích Voyager 1 a Voyager 2, které i překonaly hranici sluneční soustavy.
- Stopovací prvky pro sledování koloběhu látek v těle ( 24
11 Na,  99
43 Tc,  18
9 F).
- Léčba nádorových onemocnění zabíjením rakovinných buněk rozpadem radionuklidů ( 137
11 Cs,  60
27 Co,  131
53 I).
- Defektoskopie ( 192
77 Ir,  75
34 Se,  137
55 Cs,  60
27 Co)
- Radioaktivní datování